# Arctornis xuthocraspeda
Arctornis xuthocraspeda är en fjärilsart som beskrevs av Collenette 1938. Arctornis xuthocraspeda ingår i släktet Arctornis och familjen tofsspinnare. Inga underarter finns listade i Catalogue of Life.